# Oblate benedettine di Santa Scolastica
Le Oblate Benedettine di Santa Scolastica sono un istituto religioso femminile di diritto pontificio.

## Storia
Nel 1930, per evitare la chiusura di un orfanotrofio femminile, Tommaso Valeri, arcivescovo di Brindisi, e Francesco Passante, arciprete di San Vito dei Normanni, decisero di affidarene la direzione a un gruppo di volontarie dell'Azione cattolica.
Due delle volontarie, Filomena Carparelli e Antonietta Passante, decisero di abbracciare la vita religiosa e, per ricevere una formazione adeguata, nel 1937 si recarono presso le monache benedettine di Civitella San Paolo. Tornate a San Vito dei Normanni, si stabilirono in un monastero eretto accanto all'orfanotrofio e il 14 dicembre 1944 l'arcivescovo Francesco de Filippis eresse canonicamente la comunità in congregazione religiosa diocesana.
L'abate primate Remberto Weakland aggregò la congregazione alla confederazione benedettina il 5 marzo 1974.

## Attività e diffusione
Le suore si dedicano all'istruzione e all'educazione della gioventú, all'ospitalità, all'organizzazione di esercizi spirituali, ritiri e convegni.
Oltre che in Italia, sono presenti in Brasile; la sede generalizia è presso Villa Specchia, in contrada Scopinaro a Ostuni.
Alla fine del 2015 l'istituto contava 33 religiose in 6 case.